# 薩氏小褐鱈
薩氏小褐鱈，為輻鰭魚綱鱈形目稚鱈科的其中一種，分布於東南太平洋薩拉戈麥斯島海域，為深海魚類，深度可達272公尺，體長可達10.9公分，棲息在底中層水域，生活習性不明。

## 扩展阅读
維基物種上的相關：薩氏小褐鱈